# Саламандра Дофлейна
Саламандра Дофлейна (Bolitoglossa dofleini) — вид земноводних з роду Bolitoglossa родини Безлегеневі саламандри.

## Опис
Загальна довжина досягає 7—11,4 см. Спостерегається статевий диморфізм: самиці більші за самців. Голова витягнута. Морда закруглена. Губні виступи розвинені слабенько. Тулуб стрункий. Має 13 реберних борозен. Кінцівки короткі. Пальці задніх лап широко перетинчасті, передніх — у меншій мірі. Хвіст звужується на кінці.
Забарвлення коливається від світло-коричневого до темно-коричневого, іноді з іржаво-червоними плямами.

## Спосіб життя
Полюбляє тропічні вологі ліси, плантації. Зустрічається на висоті від 50 до 1450 м над рівнем моря. Веде переважно наземний спосіб життя, проте самців досить часто можна зустріти на листках низьких рослин, самиця ж воліє ховатися серед опалого листя. Живиться безхребетними.
Статева зрілість настає у віці 10-12 років. Самиця відкладає яйця в ямку на землі. У цієї саламандри відбувається прямий розвиток, без личинкової стадії.

## Розповсюдження
Поширена у Гватемалі (північна частина департаменту Альта-Верапас), на півдні Белізу (округ Кейо) і в північному Гондурасі.